# Občina Odranci
Občina Odranci (slovinsky Občina Odranci, maďarsky Adorjánfalva Község) je jednou z 212 občin ve Slovinsku. Nachází se na severovýchodě státu v Pomurském regionu na území historického Zámuří. Občinu tvoří pouze jediné sídlo, a to vesnice Odranci (Adorjánfalva). Rozloha občiny je 6,9 km² a 1. lednu 2017 zde žilo 1 631 obyvatel.